# Haukur Heiðar Hauksson
Haukur Heiðar Hauksson (* 1. September 1991) ist ein isländischer Fußballspieler. Der Abwehrspieler stand in seiner bisherigen Karriere in seinem Heimatland und in Schweden unter Vertrag.

## Werdegang
Haukur entstammt der Jugend von KA Akureyri. Für den Klub debütierte er Anfang 2008 in der Pepsideild und avancierte schnell zum Stammspieler. Ende 2011 wechselte er innerhalb der Liga zum amtierenden Meister KR Reykjavík. Mit seinem neuen Verein gewann er 2012 den Landespokal und spielte sich parallel in die isländische U-21-Auswahlmannschaft. Im folgenden Jahr holte er an der Seite von Gary Martin, Óskar Örn Hauksson, Emil Atlason und Baldur Sigurðsson den Meistertitel, 2014 gewann er abermals den Pokal.
Im November 2014 verkündete der schwedische Klub AIK die Verpflichtung Haukurs, der beim in der Allsvenskan antretenden Klub einen bis Ende 2018 gültigen Kontrakt unterzeichnete.

### Nationalmannschaft
Nachdem er bereits im September 2014 in der Qualifikation für die Europameisterschaft von Trainer Lars Lagerbäck als Ersatzspieler ins Aufgebot der Nationalmannschaft geholt worden war, gab Haukur am 19. Januar 2015 beim 1:1 im Freundschaftsspiel gegen Kanada sein Debüt als rechter Verteidiger. Sechs weitere Testspieleinsätze folgten, bevor er Ende Mai 2016 in das Aufgebot Islands für die EM in Frankreich aufgenommen wurde. Beim Turnier war er einer von vier Feldspielern, die nicht eingesetzt wurden.